# Fuck MTV
Fuck MTV è l'EP di debutto del gruppo hardcore punk svedese The Vectors, pubblicato nel 1996 dalla New Lifeshark Records.

## Tracce
1. Fuck MTV
2. I Wanna Be With The CIA
3. Take Your Cancer Like A Man
4. Touched By the Hand of God

## Formazione
- Karl Backman - voce, chitarra
- Pelle Backman - voce, basso
- Jens Nordén - batteria